# Лівіу Ребряну
Лівіу Ребряну (рум. Liviu Rebreanu, 27 листопада 1885 Тирлішуа, Бистриця-Несеуд — 1 вересня 1944, Валя-Маре, Арджеш) — румунський прозаїк, драматург, журналіст і громадський діяч.

## Біографія
Народився на території Австро-Угорщини. Другий з тринадцяти дітей шкільного вчителя Василе Ребряну і Лудовіко Дюгану, селянки. Батьки були за віросповіданням греко-католиками. Його батько був фольклористом-любителем, однокласником Джордже Кошбука.
Лівіу навчався в початковій школі в Майеру (де його педагогом був його власний батько), потім в Несеуд і Бистриці, потім у військовому училищі в Шопроні, потім у військовій академії в Будапешті. Служив офіцером у місті Дьюла, проте пішов у відставку в 1908, а в 1909 нелегально перейшов через Трансильванські Альпи в Румунію і оселився в Бухаресті.
Входив в ряд літературних гуртків, працював журналістом для видань «Порядок» (Ordinea), «Літературна і артистична фаланга» (Falanga literară şi artistică). На вимогу австро-угорського уряду його заарештували і екстрадували в 1910. Він перебував у в'язниці в Дьюлі, і був звільнений в серпні, після чого повернувся в Бухарест.
У 1911-1912 обіймав посаду секретаря Національного театру в місті Крайова, яким керував письменник Еміль Гирляну. Тоді ж він одружився з актрисою Фанні Редулеску.
У 1912 опублікував збірку оповідань під назвою «Турботи» (Frământări). Під час Першої світової війни служив репортером газети Adevărul, і продовжував публікувати розповіді. Після війни став відігравати помітну роль в літературному суспільстві Sburătorul, яке очолював літературний критик Еуджен Ловінеску.
У 1920 опублікував роман «Йон», у якому описав боротьбу за землю в Трансильванії. За цей роман в 1939 Ребряну був обраний в Румунську Академію. У 1928-1930 він очолював Національний театр в Бухаресті, а в 1940-1944 — Румунський союз письменників. У період легіонерського уряду і режиму Антонеску займав ряд високих офіційних посад.
У 1944 йому поставили діагноз — рак гортані. Дізнавшись про це, Ребряну застрелився у своєму будинку в селі Валя-Маре.
Похований в Бухаресті на цвинтарі Беллу.

## Твори
Романи
- Йон (Ion) — (1920)
- Ліс висільників (1922)
- Адам і Єва (Adam şi Eva) — (1925)
- Чуляндра (Ciuleandra) — (1927)
- Креішор (Crăişor) — (1929)
- Повстання (Răscoala) — (1932)
- Пожежа (Jar) — (1934)
- Горила (Gorilla) — (1938)
- Удвох (Amândoi) — (1940)